# Ngôi trường ma quái
Ngôi trường ma quái (tiếng Hàn: 경성학교: 사라진 소녀들; Romaja: Gyeongseong Hakgyo: Sarain Sonyeodeul; tiếng Anh: The Silenced) là một bộ phim kinh dị Hàn Quốc ra mắt năm 2015 do Lee Hae-young làm đạo diễn với sự tham gia của Park Bo-young, Park So-dam và Uhm Ji-won.

## Nội dung
Cha Ju-ran bị bệnh lao và thể trạng yếu ớt, cô bị mẹ kế bắt phải chuyển vào sống ở trường nội trú. Tại ngôi trường kỳ quái này, Ju-ran đã trải qua quãng thời gian vô cùng khó khăn để thích ứng vì bị bạn cùng trường xa lánh. Hong Yeon-deok và cô hiệu trưởng là những người duy nhất chịu tiếp xúc với Ju-ran. Dần dần Ju-ran bắt đầu chơi thân với Yeon-deok, cô luôn mơ về ngày cả hai được cử đi Tokyo, chuyến đi chỉ dành cho những người khỏe mạnh nhất.
Ju-ran bắt đầu chứng kiến một vài người bạn cùng lớp bị chảy máu hoặc co giật. Nhà trường phủ nhận bất cứ điều gì bất thường đang xảy ra nhằm thuyết phục Ju-ran rằng tất cả chỉ là do cô tưởng tượng. Sau khi đối mặt với cô bạn cùng lớp Yuka, Ju-ran nổi giận và bóp cổ Yuka chỉ bằng một tay, cho thấy cô đã có sức mạnh đáng kinh ngạc. Ju-ran không hiểu chuyện gì đang xảy ra với cô và những cô gái khác trong trường. Với sự giúp đỡ của Yeon-deok, người nhớ lại những điều kỳ lạ khác trong thời gian ở trường này, cả hai điều tra bằng cách đột nhập vào văn phòng hiệu trưởng.
Ju-ran và Yeon-deok tình cờ nghe được cuộc nói chuyện giữa cô hiệu trưởng và một sĩ quan quân đội Nhật Bản. Cuộc nói chuyện xoay quanh một loại thuốc mới và việc mất đối tượng thử nghiệm, ám chỉ những nữ sinh đã biến mất. Khi cô hiệu trưởng và gã sĩ quan Nhật rời khỏi văn phòng, Ju-ran và Yeon-deok tìm thấy một đề xuất thí nghiệm viết bằng tiếng Nhật, nó mô tả một loại thuốc giúp đối tượng trở nên siêu mạnh nhưng cũng nâng cao cảm xúc của họ và gây ra nhiều tác dụng phụ bất lợi. Điều này tiết lộ rằng Đế quốc Nhật Bản đang sử dụng các nữ sinh trong ngôi trường làm chuột thí nghiệm để tạo ra siêu chiến binh cho quân đội Nhật. Ju-ran và Yeon-deok cũng tìm thấy những đoạn phim của chính họ và vài bạn học chứng minh tác dụng của loại thuốc. Sau đó, hai cô gái nghe thấy tiếng ồn ào bên ngoài, mọi người chứng kiến Yuka leo lên cây để tự tử. Trong cuộc hỗn loạn sau đó, hai cô gái cố gắng trốn thoát khỏi ngôi trường bằng cách chạy vào rừng, thấy rằng họ đang ở gần một căn cứ khổng lồ của quân đội Nhật. Ju-ran sau đó bị gã sĩ quan Nhật bắt và đưa về cơ sở.
Gã sĩ quan Nhật nói với cô hiệu trưởng rằng từ giờ hắn sẽ đảm nhận việc thí nghiệm. Quân lính Nhật lục soát văn phòng của cô hiệu trưởng và tịch thu tất cả tài liệu thí nghiệm của bà ta. Ju-ran và một số cô gái khác đã được cho dùng một loại thuốc mới mà nữ bác sĩ cảnh báo có thể có tác dụng phụ còn dữ dội hơn trước. Yeon-deok phát hiện ra một căn phòng có những bể chứa thi thể được bảo quản của những cô gái mất tích. Cô bị phát hiện, bị đánh bất tỉnh, bị xích vào bể nước và chết đuối. Tiếng hét của cô đánh thức Ju-ran nhưng đã quá muộn. Ju-ran sau đó tỉnh lại, phẫn nộ và giết chết gã sĩ quan Nhật và tất cả lính Nhật tại cơ sở. Trong khi đó, những cô gái khác giết chết nữ bác sĩ dã man bằng cách phanh thây bà ta. Cô hiệu trưởng bắn Ju-ran trọng thương, vô tình bắn trúng bể nước có thi thể của Yeon-deok. Ju-ran, chảy nhiều máu và đau khổ trước cái chết của bạn mình, ném cô hiệu trưởng vào một chiếc cọc treo trên tường, giết chết bà ta. Ju-ran ngồi bên cạnh thi thể của Yeon-deok và cũng trút hơi thở cuối cùng.

## Phân vai
- Park Bo-young vai Cha Ju-ran[6][7][8]
- Park So-dam vai Hong Yeon-deok[9]
- Uhm Ji-won vai Cô hiệu trưởng
- Kong Ye-ji vai Yuka
- Joo Bo-bi vai Kihira
- Shim Hee-seop vai Kenji
- Park Seong-yeon vai Cô giáo
- Ko Won-hee vai Shizuko